# Amblylakis nigrolimbata
Amblylakis nigrolimbata is een rechtvleugelig insect uit de familie sabelsprinkhanen (Tettigoniidae). De wetenschappelijke naam van deze soort is voor het eerst geldig gepubliceerd in 1891 door Redtenbacher.